# Carpophilus obsoletus
Carpophilus obsoletus är en skalbaggsart som beskrevs av Wilhelm Ferdinand Erichson 1843. Carpophilus obsoletus ingår i släktet Carpophilus, och familjen glansbaggar. Det är osäkert om arten förekommer i Sverige.